# Salasco
Salasco (piemontiul: Salasch) település Olaszországban, Vercelli megyében. Lakosainak száma 206 fő (2023. január 1.). Salasco Crova, Sali Vercellese, San Germano Vercellese, Vercelli és Lignana községekkel határos.

## Népesség
A település népességének változása:
| Lakosok száma | 226  | 212  | 206  |
|               | 2017 | 2018 | 2023 |